# Goutte Champ-Loué
La Goutte Champ-Loué, ou ruisseau de la Goutte Noire sur une partie de son cours, est un cours d'eau français qui coule dans le département de l'Allier. C'est un affluent en rive gauche de l'Allier et donc un sous-affluent de la Loire.

## Géographie
La Goutte Champ-Loué présente une longueur de 10,5 kilomètres. Elle prend sa source dans la commune de Bressolles, dans la forêt domaniale des Prieurés Moladier à une altitude de 278 m, s'écoule vers le nord-est et se jette dans l'Allier, en limite des communes de Neuvy et  Moulins, à une altitude de 200 m.

### Communes traversées
La Goutte Champ-Loué traverse 4 communes de l'Allier, soit de l'amont vers l'aval : Bressolles, Coulandon), Neuvy,  Moulins.

### Zone hydrographique et affluents
Les bassins hydrographiques sont découpés dans le référentiel national BD Carthage en éléments de plus en plus fins, emboîtés selon quatre niveaux : régions hydrographiques, secteurs, sous-secteurs et zones hydrographiques. Le bassin versant de la Goutte Champ-Loué s'insère dans la zone hydrographique « L'Allier du ruisseau du Colombier (Nc) à la Queune (Nc)  », au sein du bassin DCE plus large « La Loire, les cours d'eau côtiers vendéens et bretons ». 

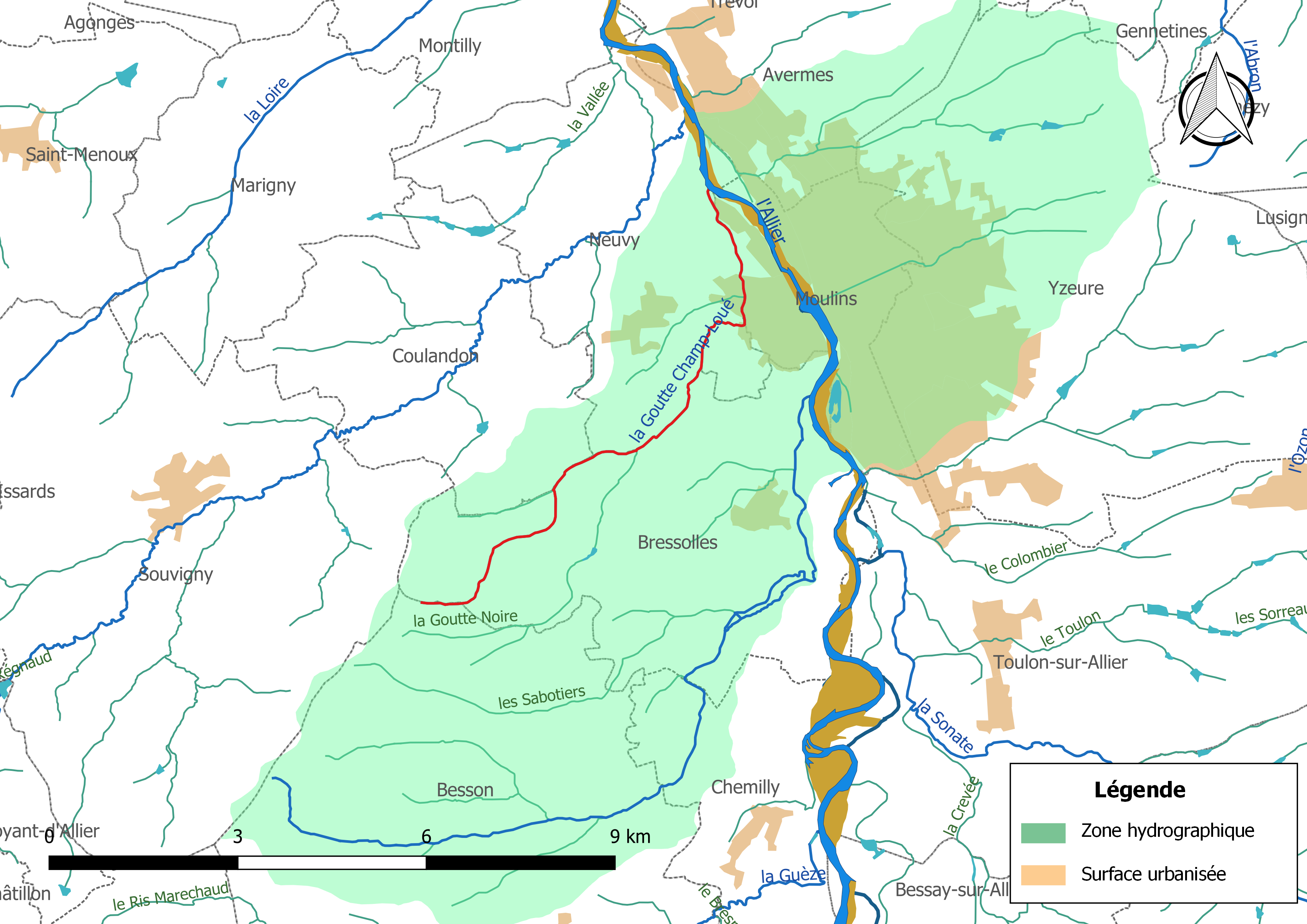
La Goutte Champ-Loué (en rouge) et la zone hydrographique dans laquelle elle s'insère.

La Goutte Champ-Loué reçoit le tribut de divers petits affluents de moins de 10 km de longueur, dont la Goutte Noire.

## Pêche et peuplements piscicoles
Sur le plan piscicole, la Goutte Champ-Loué est classée en deuxième catégorie piscicole. L'espèce biologique dominante est constituée essentiellement de poissons blancs (cyprinidés) et de carnassiers (brochet, sandre et perche). 

## Qualité des eaux

### État des masses d'eau et objectifs
Issu de la Directive cadre européenne sur l’eau (DCE) du 23 octobre 2000, le découpage en masses d’eau permet d'utiliser un référentiel élémentaire unique employé par tous les pays membres de l'Union européenne. Une masse d'eau de surface est une partie distincte et significative des eaux de surface, telles qu'un lac, un réservoir, une rivière, un fleuve ou un canal, une partie de rivière, de fleuve ou de canal, une eau de transition ou une portion d’eaux côtières. Pour les cours d’eau, la délimitation des masses d’eau est basée principalement sur la taille du cours d’eau et la notion d’hydro-écorégion. Ces masses d’eau servent ainsi d’unité d’évaluation de l’état des eaux dans le cadre de la directive européenne. La Goutte Champ-Loué fait partie de la masse d'eau codifiée FRGR1877 et dénommée « la Goutte noire et ses affluents, depuis la source jusqu'à la confluence avec l'Allier ».
Le schéma directeur d'aménagement et de gestion des eaux (Sdage) Loire-Bretagne est un document de planification dans le domaine de l’eau. Il définit, pour une période de six ans les grandes orientations pour une gestion équilibrée de la ressource en eau ainsi que les objectifs de qualité et de quantité des eaux à atteindre dans le bassin Loire-Bretagne. L'état des lieux 2013 défini dans la SDAGE 2016 – 2021 et les objectifs à atteindre pour cette masse d'eau sont les suivants,,, :

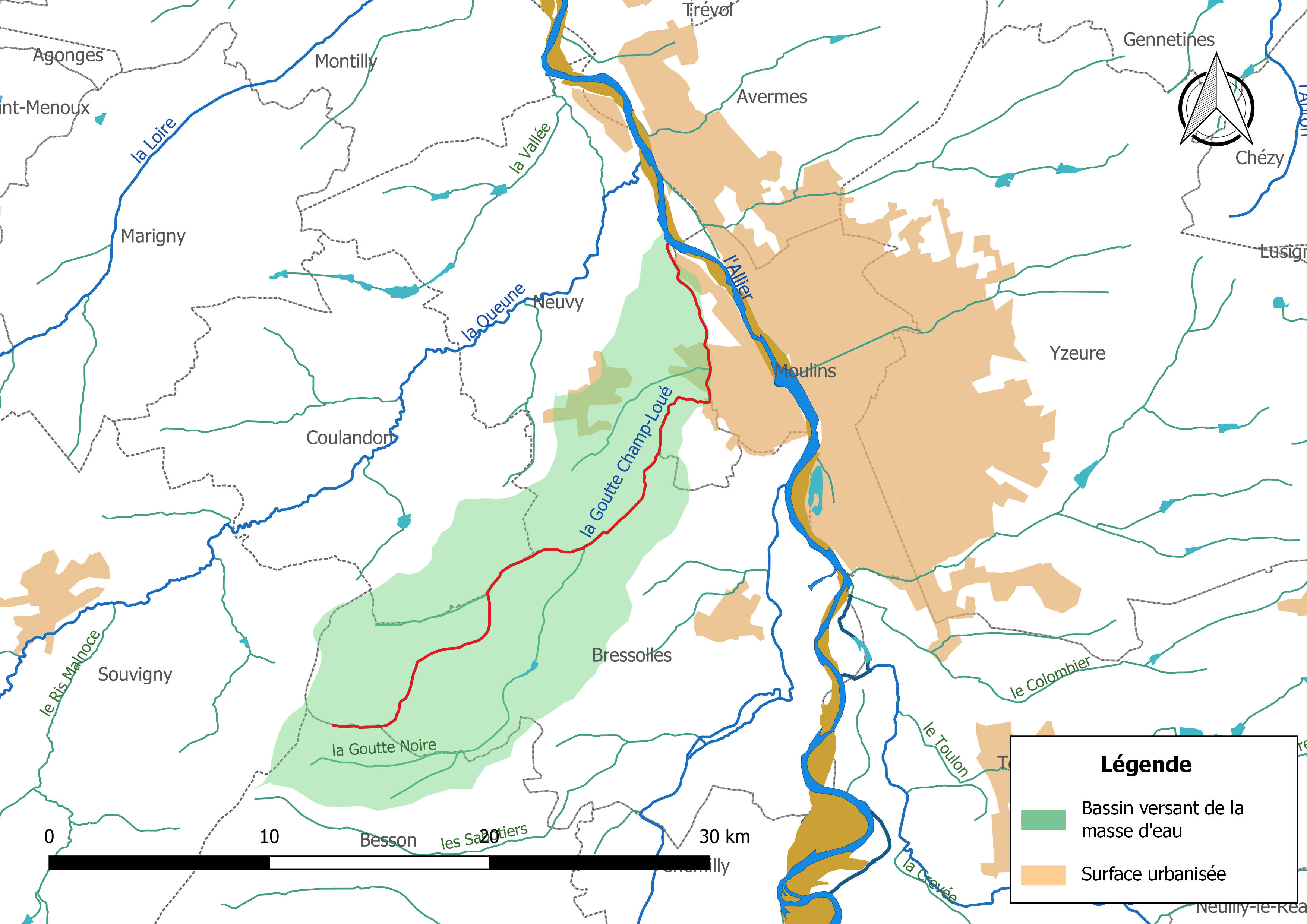
Masse d'eau « FRGR1877 », avec mise en exergue du cours d'eau « la Goutte Champ-Loué » (en rouge).

| Code masse d'eau | Libellé masse d'eau                                                                    | État écologique 2013 des cours d'eau | État écologique 2013 des cours d'eau | État écologique 2013 des cours d'eau | État écologique 2013 des cours d'eau | Objectifs                  | Objectifs                  | Objectifs                | Objectifs                | Objectifs              | Objectifs              |
| Code masse d'eau | Libellé masse d'eau                                                                    | État écologique                      | État biologique                      | État physico-chimie générale         | État Polluants spécifiques           | Objectif d'état écologique | Objectif d'état écologique | Objectif d'état chimique | Objectif d'état chimique | Objectif d'état global | Objectif d'état global |
| ---------------- | -------------------------------------------------------------------------------------- | ------------------------------------ | ------------------------------------ | ------------------------------------ | ------------------------------------ | -------------------------- | -------------------------- | ------------------------ | ------------------------ | ---------------------- | ---------------------- |
| FRGR1877         | la Goutte noire et ses affluents, depuis la source jusqu'à la confluence avec l'Allier | Moyen                                |                                      | Bon état                             |                                      | Bon état                   | 2027                       | Bon état                 | ND                       | Bon état               | 2027                   |

## Gouvernance

### Échelon du bassin
En France, la gestion de l’eau, soumise à une législation nationale et à des directives européennes, se décline par bassin hydrographique, au nombre de sept en France métropolitaine, échelle cohérente écologiquement et adaptée à une gestion des ressources en eau. La Goutte Champ-Loué est sur le territoire du bassin Loire-Bretagne et l'organisme de gestion à l'échelle du bassin est l'agence de l'eau Loire-Bretagne.